# Бориславська міська територіальна громада
Бориславська міська громада — територіальна громада в Україні, у Дрогобицькому районі Львівської області. Адміністративний центр — місто Борислав.
Площа громади — 161,8 км², населення — 39 526 мешканців (міське: 33 186, сільське: 6 340, 2020 рік).
Територією громади протікають річки Котовець, Бистриця Тисменицька, Лошань, Раточина і Шумівка.
Утворена 12 червня 2020 року шляхом об'єднання Бориславської міської ради і Попелівської, Урізької та Ясенице-Сільнянської сільських рад Дрогобицького району.

## Населені пункти
До складу громади входять 7 населених пунктів — 1 місто (Борислав) і 6 сіл:
- с. Попелі
- с. Уріж
- с. Винники
- с. Мокряни
- с. Підмонастирок
- с. Ясениця-Сільна

Всі населені пункти об'єднані у 3 старостинські округи на чолі зі старостами:
- Попелівський (Попелі)
- Урізький (Уріж, Підмонастирок, Винники, Мокряни)
- Ясенице-Сільнянський (Ясениця-Сільна)

та Борислав як центр громади.